# Mount Gawn
Mount Gawn ist ein 2190 m hoher und markanter Berg im ostantarktischen Viktorialand. Er ragt im Zentrum der King Range in den Concord Mountains auf.
Die Nordgruppe einer von 1963 bis 1964 dauernden Kampagne im Rahmen der New Zealand Geological Survey Antarctic Expedition benannte ihn nach John Edward Gawn (* 1919), der während der Forschungsreise als Funker auf der Scott Base tätig war.